# Italodisco
Italodisco is elektronische dansmuziek die wordt gemaakt met elektronische instrumenten zoals synthesizers, drumcomputers en vocoders. De stijl kenmerkt zich voornamelijk door een duidelijk futuristisch en 'spacy' geluid, maar ook juist heel zomerse, opgewekte klanken en een typische strakke beat die soms zwaar of dof kan klinken. Italodisco is een van 's werelds eerste volledige vormen van elektronische dansmuziek. De stijl ontstond vanaf eind jaren '70 in Italië en heeft invloed gehad op de ontwikkeling van de house en techno. Niet-Italiaanse acts die gelijkenissen vertonen met de italodisco, zoals de Duitsers Mike Mareen en Fancy, worden doorgaans onder de eurodisco gerekend.

## Benaming
De term "Italo Disco" is afkomstig uit de "Italo Boot Mix"-serie uit 1983 met het dubbelalbum The Best Of Italo Disco. Dit was een megamix met Italiaanse en Duitse elektronische dansmuziek samengesteld door Bernhard Mikulski, de oprichter van de Duitse platenmaatschappij ZYX Music. Dankzij Mikulski werd de term Italo Disco in 1983 voor het eerst gebruikt. Voorafgaand aan 1983 werd de muziek gewoonlijk aangeduid als dance of discomuziek uit Europa.
"Italo" wordt in Italië uitgesproken met de klemtoon op de eerste lettergreep. Buiten Italië ligt hij op de tweede lettergreep.
De presentatoren van de Italiaanse muziekshow Discoring (geproduceerd door de RAI), benoemden italodisconummers meestal als "rock Elettronico" (elektronische rock) of "Balli da discoteca" (discodans), voordat de term "Italo Disco" ontstond.

## Geschiedenis

### Pioniers en ontstaan: 1976-1983
De intrede van synthesizers en andere elektronische effecten in het discogenre creëerde nieuwe mogelijkheden voor nieuwe stijlen, zoals bij Hi-NRG uit de VS en spacedisco uit Europa. Dansers en luisteraars ervoeren iets compleet nieuws, doordat de artiesten gebruikmaakten van een volledig nieuwe muziektechnologie. De eerste invloeden van de later in de jaren '80 ontstane italodisco waren afkomstig van onder meer de Italiaanse producent Giorgio Moroder, de Franse muzikant Didier Marouani en enkele hits van de Franse drummer Cerrone. Natuurlijk kwam de meeste invloed van de pioniers in de elektrische (pop)muziek uit de jaren '70 en begin jaren '80, zoals Kraftwerk, Tangerine Dream, Telex, Devo, Visage en Gary Numan.
Vanaf 1980 was italodisco een volledig ontwikkelde vorm in Italië en andere delen van Europa. Liedjes werden soms geheel elektronisch met synthesizers, drumcomputers en vocoders geproduceerd. De teksten werden in het Engels gezongen, vaak met een zwaar buitenlands accent, en soms waren de teksten onzinnig als gevolg van de slechte beheersing van de Engelse taal van sommige artiesten. De thema's van italodisco waren liefde, maar ook vaak robots en het heelal. Soms werden alle drie de thema's in de nummers gecombineerd. Voorbeelden zijn Robot Is Systematic (1982) van Lectric Workers en Spacer Woman (1983) van Charlie. Italodisco werd op grote schaal gedraaid op radiostations en in discotheken in Europa, maar in de Engelssprekende wereld was het vooral een ondergronds verschijnsel dat zich in nachtclubs afspeelde.
In 1982 en 1983 kwam een aantal nummers uit die als invloedrijk werden beschouwd in de ontwikkeling van house en techno: Dirty Talk van Klein & M.B.O., Feel The Drive van Doctor's Cat, I Need Love van Capricorn en Problèmes d'amour van Alexander Robotnick.
Velen zien 1983 als het hoogtepunt van italodisco, met frequente hitsingles en vele labels die rond deze tijd begonnen, zoals American Disco, Crash, Merak, Sensation en X-Energy. Het populaire label Disco Magic bracht binnen een jaar meer dan dertig singles uit. En het was ook het jaar waarin Bernhard Mikulski, de oprichter van ZYX Music, waarschijnlijk de term "Italo Disco" verzon.

### 1983-1989
In Duitsland, waar de naam "Italo Disco" oorspronkelijk was bedacht en vervolgens op de markt werd gebracht, waren er ook verschillende acts die invloeden overnamen van de italodisco, zoals Modern Talking, Fancy, Bad Boys Blue, C.C.Catch, London Boys, Joy, Lian Ross en K.B. Caps. Deze acts werden doorgaans onder de eurodisco gerekend, in Duitsland zelf sprak men van discofox. 
Deze discofox-producties zijn vaak in een typische stijl en werden gekenmerkt door een nadruk op de melodie, overdreven overproductie, en een serieuzere benadering voor thema's in de liefde en romantiek. En natuurlijk ook uitsluitend gezongen in het Engels.

### Spacesynth
Ook ontwikkelde zich vanaf midden jaren 80 een stijl binnen de italodisco die "spacesynth" of "spacedance" wordt genoemd. Spacesynth wordt ook wel als een subgenre van italodisco beschouwd. Deze stijl van italodisco legt veel meer nadruk op een futuristisch en sciencefictionachtig geluid en is vaak zonder zang. Wel wordt in plaats van zang veel gebruikgemaakt van vocoders. Spacesynth draait rond thema's als ruimte, heelal, robots, planeten en ruimtevaartuigen.
Typische artiesten in de spacesynth zijn bijvoorbeeld Koto, Laserdance, Proxyon, Cyber People en Hipnosis. De muziek op de platen van Laserdance en Proxyon is geproduceerd door Nederlandse artiesten die nog meer spacesynthprojecten hadden, zoals Area 51, Kozmoz en Rygar.

### Verdere ontwikkeling van dancemuziek, en de invloed op House muziek
Italodisco vormt de sleutel tussen disco en house. Frankie Knuckles en Chip E. brachten het naar de volgende fase: de fase van disco naar Italo Disco, naar uiteindelijk house. In feite kwam de inspiratie vanuit Europa naar Amerika, en kwam het weer terug in Europa.  
Hierdoor ontstonden weer nieuwe subgenres zoals de "eurobeat". Deze werd door Italiaanse en Duitse producenten vanaf eind jaren 80 en begin jaren 90 aangepast aan de smaak van de Japanse markt. Dit werd per vliegtuig of internet uitsluitend verkocht in Japan als gevolg van de Para Para-cultuur. 
Hoewel in Europa het eurobeatgenre oorspronkelijk bijna hetzelfde klonk als italodisco, wordt de hedendaagse en moderne eurobeat gekenmerkt door een veel hoger aantal bpm en snellere synthlijnen en zang, hoewel in veel recente muziek het aantal bpm lager ligt. De twee beroemdste eurobeatlabels zijn A-C-Beat Records en Hi-NRG Attack. Twee traditionele italodisco-etiketten, S.A.I.F.A.M. en Time, produceren nu eurobeatmuziek voor Japan.
Aan het einde van de jaren 80, zo omstreeks 1988, werd italodisco langzamerhand vervangen door Italo house. In 1989 begonnen Italiaanse italodiscoartiesten te experimenteren met hardere beats en met de uit Amerika afkomstige Chicago "house"-stijl. 
De Duitse productie van italodisco eindigde ook datzelfde jaar. Vanwege het overnemen van de italodisco en het experimenteren met nieuwe mogelijkheden binnen de muziek, domineerde vanaf 1990 de eurodance de elektronische dance, waarbij vooral house of euro(italo)house begin jaren 90 populair was.

### Terugkeer: 1998 - heden
Een grote comeback van de Duitse italodisco begon in 1998, toen Modern Talking zich herenigde. De hits van Duitse italodiscoartiesten als C.C.Catch, Bad Boys Blue, Fancy en Sandra en de Italiaanse italodisco van artiesten als Gazebo, Savage en Ken Laszlo en andere Europese italodiscoartiesten werden gemixt in eurodance. Daardoor werd oude nummers nieuw leven ingeblazen en kregen de artiesten er weer nieuwe fans bij. 
In Europa begonnen tv-zenders programma's uit te zenden met thema's en videoclips uit de italodisco, zoals Rete 4 in Italië, "Goldstar TV", ProSieben in Duitsland en TVE in Spanje. Dit leidde tot hernieuwde belangstelling voor de italodisco in het algemeen. Griekenland lijkt de grootste italodisco-opleving te hebben doorgemaakt. In 2007 werd muziek gedraaid op drie Atheense radiostations: Blue Space, Radio Boom Boom en Free FM.
Vanaf ongeveer 2005 begon een aantal online radiostations met het streamen van het genre, en ondergrondse clubs draaien de platen op grote schaal opnieuw. De hernieuwde populariteit is inspirerend voor heruitgaven en ook voor nieuwe mixes op veel van de platenlabels die in eerste instantie werden vrijgegeven als italodisco. ZYX Records heeft sinds 2000 vele nieuwe cd's uitgebracht.
En zo zijn er nog meer artiesten en labels die zich weer met italodisco bezighouden. Een voorbeeld is de Duitse groep I-Robots, die verschillende mixes heeft uitgebracht waarin minder bekende italodiscotracks voorkomen. En in 2006 verscheen een Duitstalige cover van Charlie's Spacer Woman onder de titel Spacer Frau. De Zweedse artiest Tobias Bernstrup begon in 1997 met het uitbrengen van liedjes die worden gekenmerkt door en geïnspireerd zijn op de italodiscosound en trad daar ook mee op. De Duitse groep Master Blaster bracht in 2003 een album uit getiteld I Love Italo Disco. Vele hits van deze groep zijn italodiscocovers in een vernieuwd housejasje. In het Verenigd Koninkrijk lijkt die stijl te leiden tot "scouse house".
Tegenwoordig zijn vooral Radio Stad Den Haag en Fantasy Radio bekende internetradiostations die uitsluitend italodisco draaien. Op deze zenders wordt ook pasgeproduceerd materiaal in italodiscostijl gedraaid.

## Artiesten bekend in de "italodiscowereld"
Hieronder volgen de namen van een aantal artiesten en nummers die binnen italodiscokringen zeer bekend zijn. Het gaat vaak om internationale artiesten die ook wereldwijd bekendheid genoten, maar niet in alle gevallen.
- Albert One - "For Your Love"
- Atrium - "Dr. Jekyll"
- Baby's Gang - "Challenger"
- Baltimora - "Tarzan Boy"
- Brand Image - "Are You Loving"
- Brian Ice - "Talking To The Night"
- The Creatures - "Believe In Yourself"
- Den Harrow - "Future Brain"
- Deblanc - "Mon Amour"
- Eddy Huntington - "U.S.S.R"
- Electra - "Quando Quando"
- Fun Fun - "Happy Station"
- Joe Yellow - "I'm Your Lover"
- Ken Laszlo - "Tonight"
- Koto - "Visitors"
- Miko_Mission - "How old are u"
- Modern_Talking - "You're My Heart You're My Soul"
- Moses - "We Just"
- Mozzart - "Money"
- P. Lion - "Happy Children"
- Radiorama - "Aliens"
- Raff - "Self Control"
- Sabrina - "Boys"
- Scotch - Disco band
- Silver Pozzoli - "Around My Dream"
- Spagna - "Call Me"
- Topo & Roby - "Under The Ice"
- Valerie Dore -"The Night"
- Video - Somebody

## Boeken en documentaires
Over het genre Italodisco zijn verschillende boeken geschreven en documentaires gemaakt. Een aantal documentaires is op filmfestivals getoond.
| Boeken                                                         | Boeken                               | Boeken |
| -------------------------------------------------------------- | ------------------------------------ | ------ |
| titel                                                          | auteur(s)                            | jaar   |
| I Venti D'Azzurro presents The History of Italo Disco          | Jeroen Peterink / Marcello D'Azzurro | 2012   |
| Gek van Italo                                                  | Michael Halve                        | 2013   |
| The History of Italo Disco                                     | Francesco Catalda Verrina            | 2015   |
| ITALO DISCO: History of Dance Music in Italy from 1975 to 1988 | Raff Todesco                         | 2020   |

| Documentaires                                                | Documentaires              | Documentaires |
| ------------------------------------------------------------ | -------------------------- | ------------- |
| titel                                                        | documentairemaker          | jaar          |
| Boiler Room presents Dirty Talk (A Journey into Italo Disco) | Easton West, Bill Brewster | 2016          |
| Italo Disco Legacy (trailer Beat Film Festival)              | Pietro Anton               | 2018          |
| Starting A Revolution                                        | Michael Halve              | 2020          |
| Italo Disco. The Sparkling Sound of the 80s. (trailer IFFR)  | Alessandro Melazzini       | 2022          |
| Italo Disco - the sound of "spaghetti dance"                 | Pierpaolo De Iulis         | 2022          |